# IC 2955
IC 2955 és una galàxia el·líptica o lenticular situada a uns 300 milions d'anys llum de distància a la constel·lació de Lleó. Va ser descoberta per l'astrònom Guillaume Bigourdan el 28 de març de 1886. És membre del cúmul de Lleó i és un companya d'NGC 3862.